# Wali (arabe)
Pour les articles homonymes, voir Wali.
Le mot d'origine arabe wali est la forme francisée de deux mots arabes ayant la même racine (WLY) et signifiant l'un « gouverner », l'autre « être proche ».
Il est aussi nommé « Vali » en turc pour désigner les gouverneurs des provinces ottomane.

## Philologie
Le premier mot est wālin (والٍ), au pluriel wulāt (وُلاة), qui signifie « représentant du pouvoir central en province », soit, selon le contexte, « gouverneur », « vice-roi », « proconsul », « préfet ».
Le second mot est walīy (وَليّ), au pluriel awlyā (أَوْلِياء) : « protecteur » ; « tuteur » ; « guide spirituel »,  « saint patron », « ami de Dieu » ; « tuteur matrimonial » dans le droit musulman du mariage ; « ami » (le Coran invite à choisir ses awliyâ[pas clair] parmi les croyants).

## «Wali» dans le domaine administratif et politique
Dans les pays de langue arabe, un wali dirige une wilaya (en arabe : wilāya وُلاية). 
Ce terme a été emprunté par le turc sous la forme vali, mot qui désigne le fonctionnaire à la tête d'un vilayet (en turc : vilâyet). 

### Usage en français
Le mot wali figure dans le Littré, mais pas dans le TLFi. 
Tous deux ignorent le mot wilaya, mais connaissent le mot vilayet (.

### En Espagne à l'époque d'al-Andalus (711-1492)
C'est le titre que portent les gouverneurs de province d'al-Andalus, représentants du calife omeyyade (711-750), puis de l'émir de Cordoue (750-929), puis des différents pouvoirs musulmans qui se succèdent durant la période de la reconquête chrétienne, notamment le roi de Grenade de 1238 à 1492.
Il est aussi utilisé dans la Sicile musulmane avant l'instauration de l'émirat de Sicile en 831.

### République algérienne
En Algérie, le wali est le représentant de l'État, à la tête de la circonscription appelée wilaya. Il est nommé par décret présidentiel.  

### Royaume du Maroc
Au Maroc, le wali (en français, gouverneur), est un haut fonctionnaire du ministère de l'Intérieur, nommé par le roi. 
Dans le cadre de la déconcentration, il représente le pouvoir central au niveau d'une région (collectivité territoriale), en tant que gouverneur de la wilaya : en tant que tel, il est gouverneur de la préfecture ou province chef-lieu de la région, et son principal rôle est de coordonner l'administration des préfectures ou provinces qui la composent.[pas clair]

### République tunisiene
En Tunisie, le wali est le fonctionnaire à la tête d'un gouvernorat.

### République turque
En Turquie, est utilisé le mot (dérivé de wali) vali, qui désigne un gouverneur de province, équivalent d'un préfet.

## «Wali» dans le domaine de la religion et du droit coranique

### Dans le Coran
Dans le Coran, walī (pluriel awliyā') est un terme qui désigne celui qui est proche de Dieu, idée à laquelle vient s’ajouter le sens de protection : « Vous n'avez de protecteur (walīy) que Dieu et Son Envoyé, et ceux qui croient, ce sont eux qui effectuent la prière, acquittent la purification dans la prosternation... (Al-Ma'ida, v. 55, traduction J. Berque). »
Le mot s'applique aussi à Mahomet qui est le parfait ami / protégé de Dieu, et aussi le parfait ami / protecteur des croyants. Et donc, on le voit, Dieu est aussi walîy, comme le dit le Coran: « Dieu est l'ami ou le protecteur de ceux qui croient ». Walîy est d'ailleurs l'un des 99 noms de Dieu, et le terme revient 233 fois dans le Coran

### Au sens de saint
Le walīy Allāh (arabe: ولي الله), le « proche de Dieu » peut être vu plus ou moins comme l’équivalent du saint dans le catholicisme. Pour la chercheuse Rachida Chih, il y a en effet des similitudes claires entre les deux termes: tant dans le christianisme que dans l'islam, les saints sont les amis de Dieu, et ils rapprochent de Dieu ceux qui l'implorent. C'est pourquoi l'idée de sainteté renvoie à celle de proximité (qurb) et de rattachement à Dieu (waliya). Et ils sont donc les proches de Dieu (al-muqarrabûn) et réciproquement ceux dont Dieu se charge: ils sont ainsi ses protégés.
Le saint se distingue par ses grandes qualités d'âme, un certain ascétisme et renoncement matériel mais surtout un grand degré de piété. On lui prête des dons de clairvoyance ainsi qu'un pouvoir de bénédiction.
Au Maghreb en particulier, les marabouts (murābiṭ مرابط) sont des saints locaux reconnus dont le tombeau est l'objet d'un culte populaire. Ce culte des saints est combattu par certains sunnites qui y voient une forme de polythéisme, faisant sortir la personne qui le pratique de l'islam.
Pour les chiites, Alî est le plus grand des walîy : il est l’ami d’Allah, son lieutenant (au sens de représentant, le terme est parfois traduit par régent). Les onze imams qui lui succèdent seront aussi investis de cette qualité d’« amis d’Allah » (walayâ, وليا). Ils ne reçoivent pas directement le message divin de la bouche de l’ange comme pour Mahomet, mais ils reçoivent son inspiration en songe.

### Au sens de tuteur

#### En Algérie
D'après le code de la famille algérien de 1984, le mariage est contracté par le consentement des futurs conjoints, la présence du tuteur matrimonial (wali) et de deux témoins ainsi que la constitution d’une dot. Ce tuteur est généralement le père. Il ne peut pas empêcher la personne placée sous sa tutelle de contracter mariage si elle le désire et si celui-ci lui est profitable. Il lui est interdit de contraindre au mariage la personne mineure placée sous sa tutelle de même qu’il ne peut la marier sans son consentement.
La nouvelle mouture du code de la famille apportée en 2005 révise ces dispositions ; les femmes n’ont plus besoin du consentement d’un tuteur pour se marier. Il requiert seulement qu’un wali de son choix soit présent au mariage. Le wali agit en tant que protecteur présent pendant que la femme conclut le mariage elle-même.

#### Au Maroc
L'ancien Code du statut personnel marocain stipulait que la femme ne pouvait contracter de mariage par elle-même ; elle devait nécessairement passer par l'intermédiaire d'un homme (wali) à qui elle donnait mandat pour la marier.
Les tuteurs matrimoniaux n'étaient pas librement choisis par la fiancée ; le  tuteur matrimonial est le parent masculin le plus proche de la future mariée. L'ancien code du statut personnel et successoral, dans son article 11, les citait par ordre de priorité. Cependant, le même code stipulait qu'il est interdit à la femme de se marier sans le concours d’un tuteur, que le tuteur n'est pas habilité à refuser de marier une femme ou, au contraire, à la contraindre, et qu'il est mandaté pour un acte bien précis et son rôle doit se borner à servir d’intermédiaire pour transmettre le consentement de son mandant au mariage.
Le nouveau Code du statut personnel annule ces dispositions ; la présence du wali ne devient alors nécessaire qu'en cas de minorité d'un des deux époux.

#### En Turquie
Le terme a été emprunté en turc sous la forme veli, avec le sens de « tuteur » (d'un enfant).

### Au sens de médiateur
Le Diwan al-Madhalim (dīwān al-maẓālim ديـوان المظالم) est le bureau des doléances concernant les administrations du Maroc, institué en 2001. Ce bureau est dirigé par le wali Al-Madhalim (walīy al-maẓālim ولي المظالم).

### Lewaliycomme saint
- (en) Hamid Algar, « AWLĪĀʾ », sur iranicaonline.org, Encyclopædia Iranica, 2011 (consulté le 8 novembre 2020)
- Georges Bohas, « WALĪ », sur universalis.fr, Encyclopædia Universalis (consulté le 8 novembre 2020)
- Pierre Lory, « Sainteté et martyre en Islam », sur cle.ens-lyon.fr, 2010 (consulté le 8 novembre 2020)
- Dominique et Janine Sourdel, Dictionnaire historique de l'islam, Paris, PUF, 1996, 1010 p. (ISBN 978-2-130-47320-6), p. 848 (au sens de "saint")